# Rinoceronte de Dürer
Rinoceronte de Dürer é uma xilogravura gravada pelo artista alemão Albrecht Dürer no ano de 1515. A imagem foi baseada em uma descrição escrita e em um esboço, ambos de autoria anônima, de um rinoceronte-indiano que chegou a Lisboa no início daquele ano. Este foi o primeiro exemplar vivo da espécie visto na Europa desde os tempos do Império Romano. No fim do ano, o então rei de Portugal, Manuel I, enviou o animal como presente ao Papa Leão X, porém ele morreu quando o barco em que era transportado naufragou, próximo a costa da Itália, a princípios de 1516. Não se voltaria a ver um rinoceronte vivo na Europa até à chegada de um exemplar da Índia à corte espanhola de Filipe II de Espanha em torno de 1579.
Apesar das incoerências anatómicas, o desenho de Dürer, primeiramente descrito no poemetto de Giovanni Giavomo Penni, tornou-se muito famoso na Europa e foi copiado várias vezes nos três séculos que se seguiram. Foi redesenhado por diversos autores contemporâneos e posteriores a Albrecht Dürer tal como David Kandel. Foi tomado como uma verdadeira representação de rinoceronte até ao século XVIII, sendo depois substituído por representações mais realísticas, tal como os desenhos de Clara, a Rinoceronte, que viajou pela Europa nas décadas de 1740 e 1750.
Tem sido dito em relação a este desenho de Dürer que "provavelmente nenhuma imagem de um animal exerceu uma tão profunda influência nas artes".

## O rinoceronte

### Chegada a Lisboa

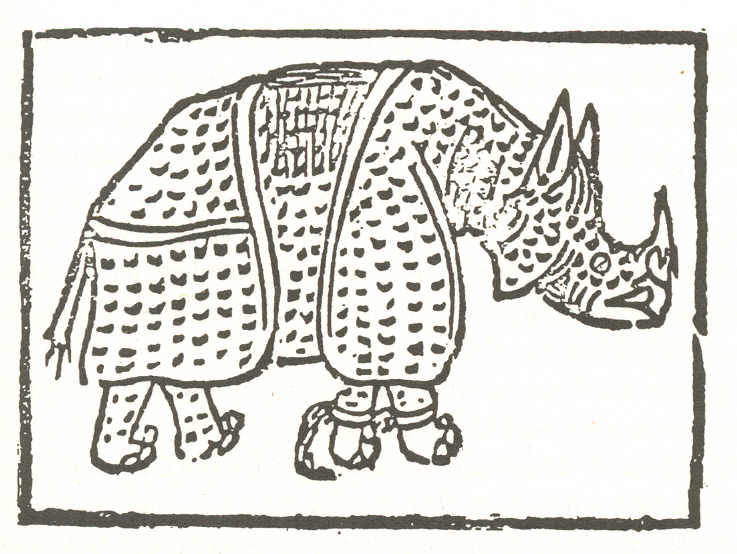
A primeira gravura que se conhece do rinoceronte é uma xilogravura que ilustra um poema de Giovanni Giacomo Penni publicado em Roma, em Julho de 1515. (Biblioteca Colombina, Sevilha).

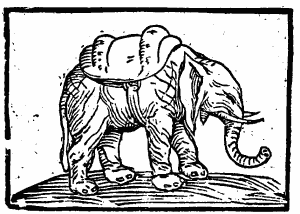
Xilogravura do elefante Hanno, de um folheto, publicado sob o pseudónimo "Philomathes" (Roma, c. 1514)

Em 20 de maio de 1515, um rinoceronte-indiano chegou a Lisboa, trazido do Extremo Oriente. No começo de 1514, Afonso de Albuquerque, governador da Índia Portuguesa, enviou embaixadores ao sultão Muzafar II, governante da Cambaia (atual Guzerate), para pedir permissão para a construção de um forte na ilha de Diu. A missão retornou sem nenhum acordo, porém presentes diplomáticos foram trocados, incluindo o rinoceronte. Naquela época, era habitual os governadores de diferentes países trocarem de animais exóticos entre eles, que seriam confinados em menageries. Os rinocerontes já estavam habituados a serem mantidos em cativeiro. Afonso de Albuquerque decidiu enviar a oferenda, conhecida em gujarati por ganda, e o seu tratador indiano, de nome Ocem, ao rei Manuel I. Partiu a bordo do Nossa Senhora da Ajuda, que deixou Goa em Janeiro de 1515. O navio, comandando por Francisco Pereira Coutinho, e outros dois navios de apoio, todos carregados de especiarias, navegaram pelo Oceano Índico, passando pelo Cabo da Boa Esperança e seguindo para norte pelo Oceano Atlântico; pararam por pouco tempo em Moçambique, Santa Helena e nos Açores.
Após uma relativamente rápida viagem de 120 dias, o rinoceronte foi desembarcado em Portugal, perto do local onde se estava a construir a Torre de Belém. A Torre seria decorada com gárgulas em forma de cabeça de rinoceronte sob corbels. Desde o Império Romano que não se via um rinoceronte na Europa: a sua imagem estava relacionada com animais míticos, por vezes confundido nos bestiários com o "monoceros" (Unicórnio) e, assim, a chegada de um exemplar vivo causou algum sensacionalismo e emoção. No contexto renascentista, tratava-se de uma peça de Antiguidade clássica que tinha sido redescoberta, como uma estátua ou inscrição.
O animal foi visto por académicos e curiosos, e foram enviadas cartas descrevendo a criatura para toda a Europa. A imagem mais recente conhecida do animal ilustra um poemetto do poeta florentino Giovanni Giacomo Penni, publicado em Roma a 13 de Julho de 1515, pouco mais de oito semanas após a sua chegada a Lisboa. A única cópia do poema original publicado encontra-se na Institución Colombina em Sevilha.
O animal ficou na menagerie do rei Manuel I, no Paço da Ribeira, em Lisboa, separado do seu elefante e de outros grandes animais do Palácio dos Estaus. No Domingo da Santíssima Trindade, 3 de Junho, Manuel I organizou um combate entre o rinoceronte e um jovem elefante da sua colecção, para pôr à prova a história de Plínio, o Velho que afirmava que o elefante e o rinoceronte eram inimigos. O rinoceronte avançou calmamente em direcção ao seu adversário; o elefante, pouco acostumado ao barulho da multidão que se tinha juntado para ver o espetáculo, fugiu em pânico antes mesmo de algum ataque por parte do rinoceronte.

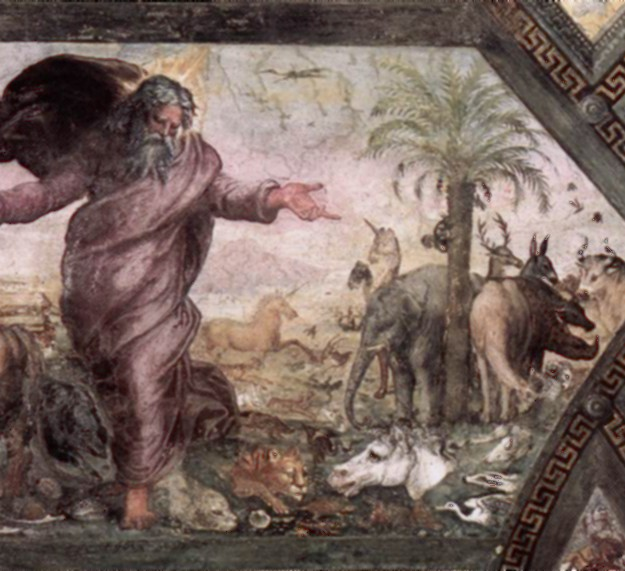
"Criação dos animais" de Rafael, 1518–1519, um fresco no segundo andar do Palácio Apostólico do Vaticano. Pode ver-se um rinoceronte do lado direito da árvore, com um elefante à esquerda.

### O rinoceronte é oferecido ao Papa
O rei D. Manuel decidiu oferecer o rinoceronte ao Papa Leão X. O rei fez questão de bajular o Papa para, assim, manter a garantia papal da posse exclusiva das novas terras que a sua força naval tinha estado a explorar no Extremo Oriente desde que Vasco da Gama descobriu o caminho marítimo para a Índia em 1498. No ano anterior, o Papa tinha ficado muito satisfeito com o presente de D. Manuel, um elefante branco, também vindo da Índia, a que o Papa deu o nome de Hanno. Juntamente com outras oferendas como objectos de prata e especiarias, o rinoceronte, com o seu novo colar de veludo verde decorado com flores, embarcou em Dezembro de 1515 para uma viagem desde o rio Tejo até Roma. O navio passou perto de Marselha, no início de1516. O rei Francisco I da França estava de regresso de Saint-Maximin-la-Sainte-Baume, na Provença, e pediu para ver o animal. O navio ancorou numa ilha ao largo de Marselha, onde o rinoceronte desembarcou para ser contemplado pelo rei francês em 24 de Janeiro.

### Morte do rinoceronte
Depois de continuar viagem, o navio foi atingido por uma tempestade, naufragando, quando passava por Porto Venere, a norte de La Spezia, na costa da Ligúria. O rinoceronte, acorrentado e preso ao convés, acabou por morrer afogado. O corpo do animal foi recuperado perto de Villefranche e o seu couro regressou a Lisboa onde foi empalhado. Alguns relatos referem que o corpo empalhado foi enviado para Roma, onde chegou em Fevereiro de 1516, para ser exibido. A exibição do animal empalhado não causou a mesma sensação em Roma como tinha causado em vida, em Lisboa, embora tenha sido pintado, na época, por Giovanni da Udine e Rafael.
Se um rinoceronte empalhado chegou a Roma, o seu destino continua incerto: pode ter sido enviado para Florença pelos Medici, ou então destruído durante o saque de Roma em 1527. A sua história foi a base para o romance de Lawrence Norfolk de 1996, The Pope's Rhinoceros.

## A xilogravura de Dürer

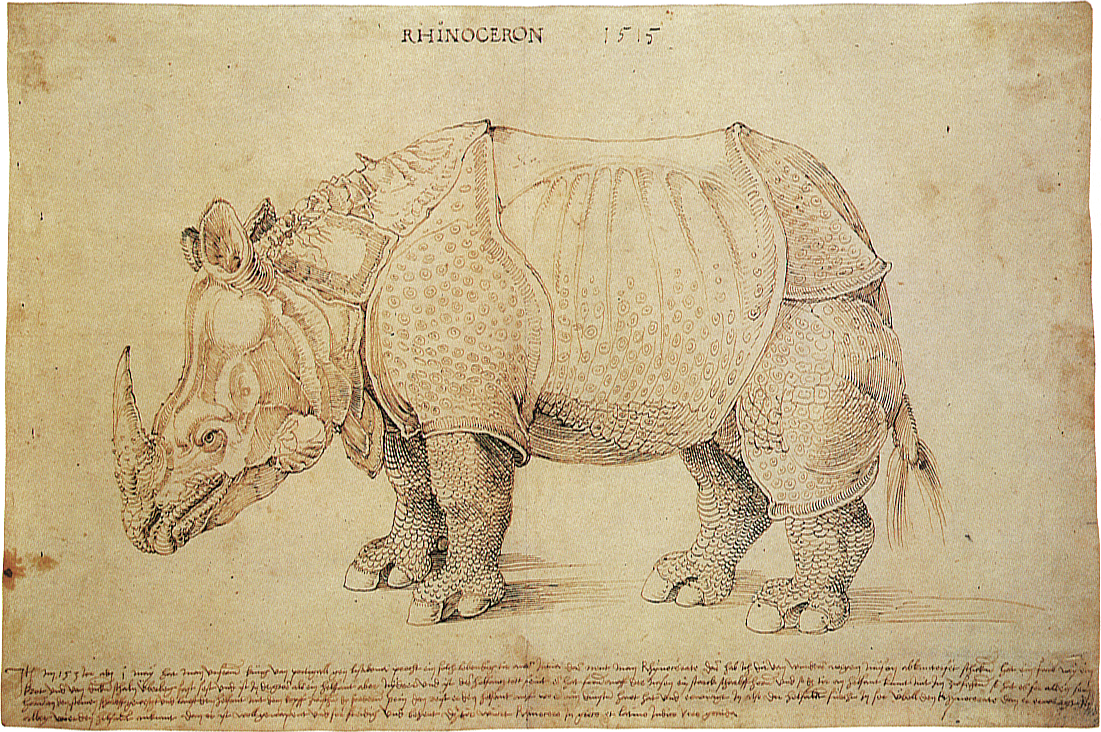
Desenho a caneta e tinta do rinoceronte por Albrecht Dürer, em 1515, exposta no Museu Britânico. A legenda do manuscrito indica a data da chegada do rinoceronte a Lisboa como "1513" [sic].

Valentim Fernandes, um mercador e editor gráfico de origem alemã, da Morávia, viu o rinoceronte em Lisboa pouco depois da sua chegada, e escreveu uma carta, a descrevê-lo, a um amigo de Nuremberg, em Junho de 1515. A carta original, em alemão, não chegou aos nossos dias, mas existe uma cópia em italiano na Biblioteca Nacional Central de Florença. Uma segunda carta, de autor desconhecido, foi enviada de Lisboa para Nuremberg na mesma altura, com um desenho de autor desconhecido. Dürer - que estava familiarizado com a comunidade portuguesa da feitoria de Antuérpia - teve acesso à segunda carta e desenhos em Nuremberg. Sem ter sequer visto o próprio rinoceronte, Dürer fez dois desenhos a caneta, e depois uma xilogravura, invertida, a partir do segundo desenho.
A inscrição em alemão na xilogravura, com base no relato de Plínio, diz::
| “ | No primeiro dia de Maio de do ano de 1513 AD [sic], o poderoso rei de Portugal, Manuel de Lisboa, trouxe este animal vivo da Índia, chamado rinoceronte. Esta é uma representação precisa e completa. Tem a cor de uma tartaruga às pintas, e é quase que por completo coberto de espessas. Tem o tamanho de um elefante mas com pernas mais curtas e é praticamente invulnerável. Tem um forte corno no extremo do seu nariz, que afia nas pedras. É o inimigo mortal do elefante. O elefante tem medo do rinoceronte, pois, quando ficam frente-a-frente, o rinoceronte ataca com a sua cabeça entre as suas patas anteriores e as costelas abrindo o estômago do elefante, e o elefante é incapaz de se defender. O rinoceronte está tão bem armado que o elefante não lhe consegue fazer mal. Diz-se que o rinoceronte é rápido, impetuoso e arrojado. | ” |

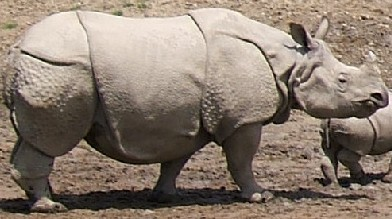
As diferentes camadas de pele de um rinoceronte-indiano são muito semelhantes às placas da armadura desenhadas por Dürer.

A xilogravura de Dürer não é uma representação precisa de um rinoceronte. Ela apresenta um animal com placas muito duras que cobrem o seu corpo como camadas de armadura, com uma gorjeira na garganta, um plastrão e rebites ao longo das costuras; também tem um pequeno corno na zona do dorso, pernas com escamas e a parte superior da coxa em forma de serra. Nenhuma destas características físicas estão presentes num rinoceronte verdadeiro. É possível que uma armadura tenha sido feita para o combate com o elefante em Portugal, e que as características representadas no trabalho de Dürer sejam partes dessa armadura. Em alternativa, a "armadura" de Dürer pode representar as pesadas camadas de pele espessa de um rinoceronte indiano, ou, tal como as outras imprecisões, podem ser acrescentos criativos ou fruto de um interpretação errada de Dürer. Dürer também dá uma textura escamosa ao corpo do animal, incluindo a "armadura". Esta representação pode ser uma tentativa de Dürer de reflectir o couro rude e quase desprovido de pêlos do rinoceronte indiano, que tinha verrugas - como altos a cobrir as suas pernas e ombros. Por outro lado, a sua representação da textura pode indicar a presença de dermatite causada pelo seu confinamento, durante quase quatro meses, na viagem de barco desde a Índia até Portugal.

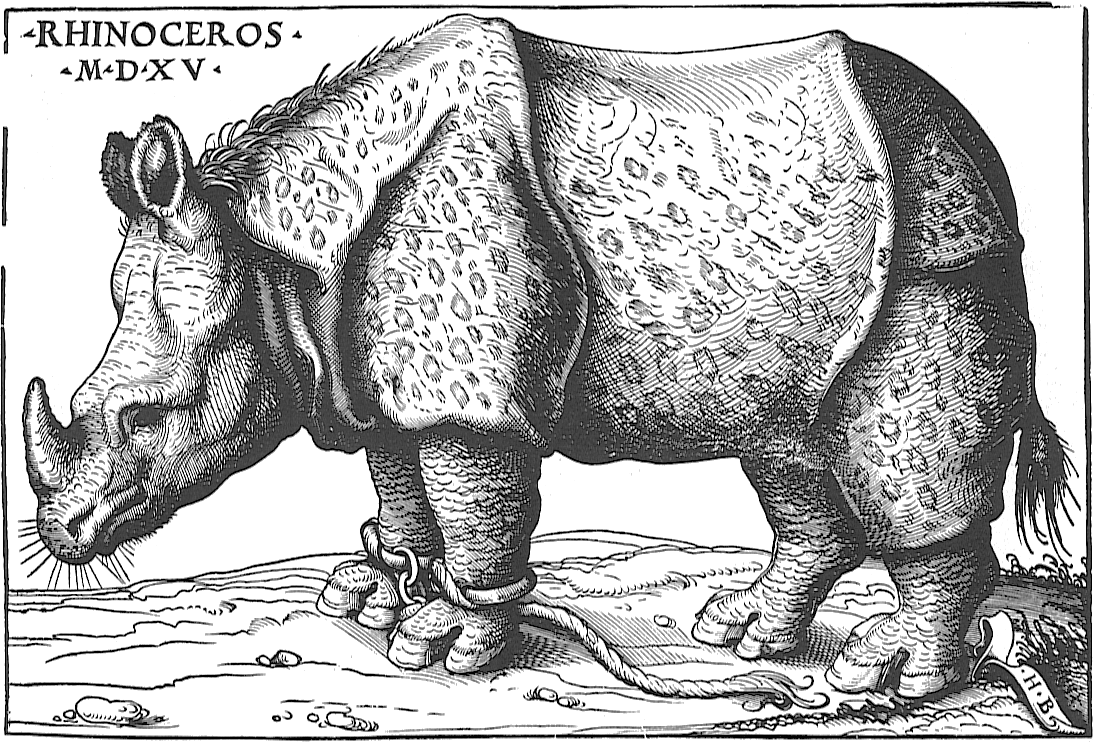
Única cópia existente de uma impressão da xilogravura, feita por Hans Burgkmair, datada de 1515, presente na Galeria Albertina em Viena

Na mesma altura em que Dürer fazia a sua xilogravura, também era feita outra por Hans Burgkmair, em Augsburg. Burgkmair tinha contactos com mercadores em Lisboa e Nuremberg, mas não se sabe ao certo se ele terá tido acesso a alguma carta ou desenho, tal como Dürer tinha, ou mesmo, talvez, a alguma fonte de Dürer, ou, ainda, se terá visto o animal em Portugal. A sua interpretação do rinoceronte é mais real e natural do que a de Dürer, e inclui as correntes que eram utilizadas para prender o animal; no entanto, a xilogravura de Dürer é mais sensacionalista e obscureceu a de Burgkmair. Apenas uma das impressões da imagem de Burgkmair sobreviveu (encontra-se na Galeria Albertina em Viena), enquanto das de Dürer existem vários exemplares. Dürer produziu o primeiro esboço da xilogravura em 1515, a qual apenas inclui cinco linhas de texto no seu topo, e muitas mais impressões se seguiram após a sua morte em 1528, incluindo duas nos anos de 1540 e mais duas no final do século XVI. Impressões posteriores têm seis linhas de texto descritivo. Por volta de 1620, é criada uma xilogravura com dois tons para criar uma imagem em chiaroscuro (vista numa impressão de Willem Janssen em Amesterdão). Esta xilogravura continuou a ser utilizada, embora as impressões posteriores sejam marcadas por orifícios de caruncho e uma racha ao longo das pernas do rinoceronte.
Apesar dos erros, a imagem permaneceu muito popular, e foi assumido que representava, de forma correcta, um rinoceronte, até ao final do século XVIII. Dürer poderá ter pensado nisso, e deliberadamente ter escolhido criar uma xilogravura, em vez de uma gravura mais eleborada e detalhdad, pois aquela era mais barata para produzir e podiam ser impressas mais cópias. As suas imagens foram incluidas em vários textos naturalistas, nomeadamente a Cosmographiae (1544) de  Sebastian Münster, a Historiae Animalium (1551) de Conrad Gessner e Histoire of Foure-footed Beastes (1607) de Edward Topsell. Alessandro de' Medici escolheu para seu símbolo uma imagem do rinoceronte  Junho de 1536, com o lema Non vuelvo sin vencer (espanhol antigo para "Não regressarei sem vencer"). Uma escultura baseada na imagem do rinoceronte de Dürer foi colocada na base de um obelisco de 21 m) de altura, desenhado por Jean Goujon, e erigido em frente da Igreja so Speúlcro na Rue Saint-Denis, em Paris, em 1549, para a recepção da Entrada Real do novo rei de França, Henrique II. Um rinoceronte semelhante, em  relevo, decora um painel numa das portas da Catedral de Pisa. O rinoceronte foi retratado em diversas pinturas e esculturas, e tornou-se um motivo muito habitual na decoração de porcelana. A popularidade da imagem imprecisa de Dürer manteve-se intocável apesar de um rinoceronte indiano ter passado oito anos em Madrid, de 1580 a 1588 (embora algumas imagens deste rinoceronte, desenhadas por Philip Galle,  Antuérpia, em 1586, e outros trabalhos relacionados, tenham sobrevivido); de ter havido a exibição de um rinoceronte vivo em Londres, um século mais tarde, de 1684 a 1686; e de outro animal após 1739.
A posição notável da imagem de Dürer, e seus derivados, decaiu a partir de meados do século XVIII, quando rinocerontes vivos foram trazidos para a Europa, exibidos a um público curioso, e retratados em representações mais reais. Jean-Baptiste Oudry pintou um retrato em tamanho real de Clara, a Rinoceronte, em 1749, e George Stubbs pintou um retrato de grande dimensão de um rinoceronte em Londres, em 1790. Ambas as pinturas eram mais precisas do que a xilogravura de Dürer, e uma concepção mais realista do rinoceronte, gradualmente, começou a apagar a imagem de Dürer da imaginação pública. Em particular, a pintura de Oudry serviu de inspiração para uma placa na enciclopédia Histoire naturelle do Buffon, largamente copiada. Em 1790, o relato da viagem de James Bruce, Travels to discover the source of the Nile (Viagens para descobrir a origem do rio Nilo), descreveu o trabalho de Dürer como "maravilhosamente mal executado em todas as suas partes" e "a origem de todas as formas monstruosas sob as quais o animal tem sido pintado, desde então". Ainda assim, a própria ilustração do rinoceronte branco africano de Bruce - que é notoriamente diferente, em aparência, do rinoceronte indiano - partilha das mesmas imprecisões do trabalho de Dürer. Umberto Eco, especialista em semiótica, argumenta que "as escamas e as placas sobrepostas" se tornaram um elemento necessário na representação do animal, mesmo para aqueles que o possam conhecer melhor, pois "eles sabiam que apenas estes sinais gráficos convencionados podiam construir o conceito de «rinoceronte» à pessoa que estivesse a interpretar os sinais icónicos." Eco também refere que a pele de um rinoceronte é mais rude e áspera do que parece, e que a representação das escamas e das placas serve para mostrar esta informação não-visual.
Até ao final da década de 1930, a imagem de Dürer apareceu em livros escolares na Alemanha como uma representação precisa do rinoceronte; em alemão, o rinoceronte indiano é chamado de Panzernashorn, ou "rinoceronte blindado". Mantém-se como uma grande influência artística, e serviu de inspiração a Salvador Dalí para a elaboração da sua escultura Rinoceronte vestido con puntillas (Rinoceronte vestido com renda) de 1956, presente em Puerto Banús, Marbella, Espanha, desde 2004.